# 1900年パリオリンピックのイタリア選手団
1900年パリオリンピックのイタリア選手団（1900ねんパリオリンピックのイタリアせんしゅだん）は、1900年5月14日から10月28日にかけてフランスの首都パリで開催された1900年パリオリンピックのイタリア選手団、およびその競技結果。

## 概要
今大会は金メダル3個、銀メダル2個の合計5個のメダルを獲得した。

## メダル
| メダル | 選手名             | 競技         | 種目                   |
| ------ | ------------------ | ------------ | ---------------------- |
| 金     | アントニオ・コンテ | フェンシング | 男子サーブルマスターズ |